# Osemposchoďák
L'Osempochoďák (letteralmente: "[Edificio] di otto piani"; originariamente Assicurazioni Generali Trieste) è un edificio razionalista di Košice all'angolo tra Hlavná ulica e Pribinova ulica. 

## Storia
L'edificio sorge sul luogo della preesistente casa Stark, che fu demolita all'inizio della costruzione, un edificio che ospitava al piano terreno alcuni negozi e i locali della banca Wald. 
Nel 1937 l'architetto Alexander Skutecký presentò un progetto per un edificio a nove piani, che doveva divenire la sede cittadina delle Assicurazioni Generali. Della costruzione fu incaricato l'impresario di Košice, di origine ceca, Alois Novák, ma fu terminata solo dopo l'occupazione ungherese in seguito al Primo arbitrato di Vienna (1939). Le opere in pietra tagliata, fra cui il mosaico dell'atrio, furono affidate ad Angelo di Valentin, appartenente ad una famiglia italiana di Arbe, che si era stabilita in città. Dopo la Seconda guerra mondiale l'edificio fu destinato a sede delle assicurazioni statali Slovan. Inoltre al piano terreno funzionava una pasticceria e i piani alti erano destinati ad appartamenti. Ancora oggi l'edificio è sede delle assicurazioni Allianz – Slovenská poisťovňa.

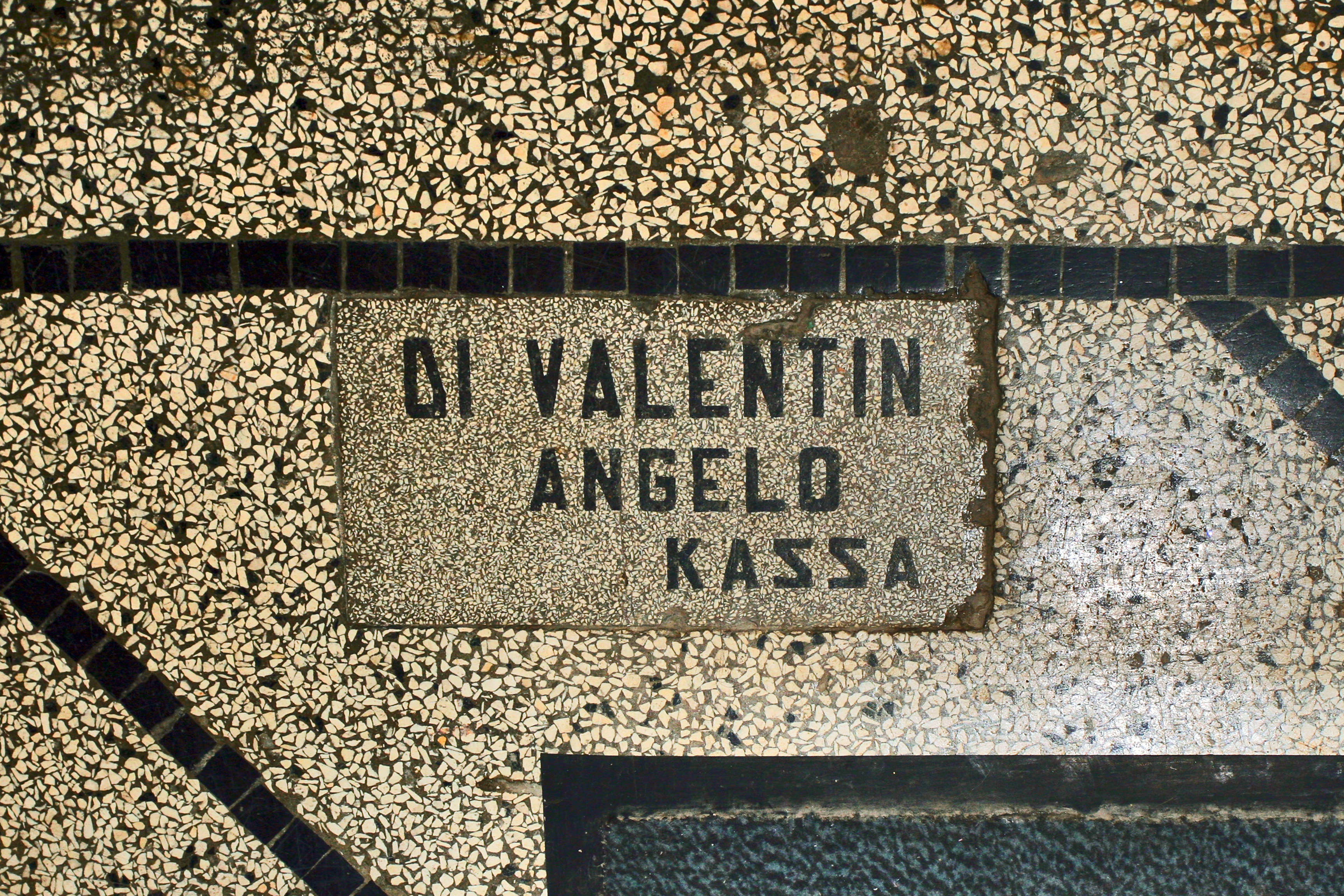
Il nome dell'autore delle opere in pietra è ricordato sul pavimento, non lontano dall'ingresso all'edificio

Nel 1982 l'edificio fu considerato monumento culturale e poco dopo monumento nazionale.

## Descrizione
L'edificio spicca per la sua altezza rispetto agli edifici circostanti, passando dai sei piani delle ali laterali ai nove piani della terra all'intersezione tra le due vie. Il piano terra a doppia altezza è rivestito con lastre di travertino lucido e si apre sulla strada attraverso grandi finestre e, in combinazione con le lunghe logge dell'ala laterale, caratterizza la facciata altrimenti puristicamente sobria. Le finestre si ripetono ritmicamente sui quattro lati della torre d'angolo. L'edificio è coperto da un tetto lievemente aggettante, il cui cornicione è sostenuto da una serie di piccole mensole. Lo stile è puramente razionalista, senza elementi storicistici.